# Kristian Henrik Berglund
Kristian Henrik Berglund, född 15 juli 1819 i Lindesbergs stadsförsamling, Örebro län, död 11 mars 1874 i Södertälje stadsförsamling, Stockholms län, var en svensk rådman och riksdagsman. Hans far var råd- och riksdagsmannen Kristian Berglund.
Kristian Henrik Berglund var handlande och rådman i Lindesbergs stad. Han representerade staden i borgarståndet vid riksdagarna 1847/48 och 1856/58. Vid riksdagen 1847/48 företrädde han även Mariefreds stad och Falkenbergs stad, vid riksdagen 1856/58 även Mariefred och Trosa stad. Han var bland annat ledamot i allmänna besvärs- och ekonomiutskottet vid båda riksdagarna.